# Jarl Kulle
Pour les articles homonymes, voir Kulle.

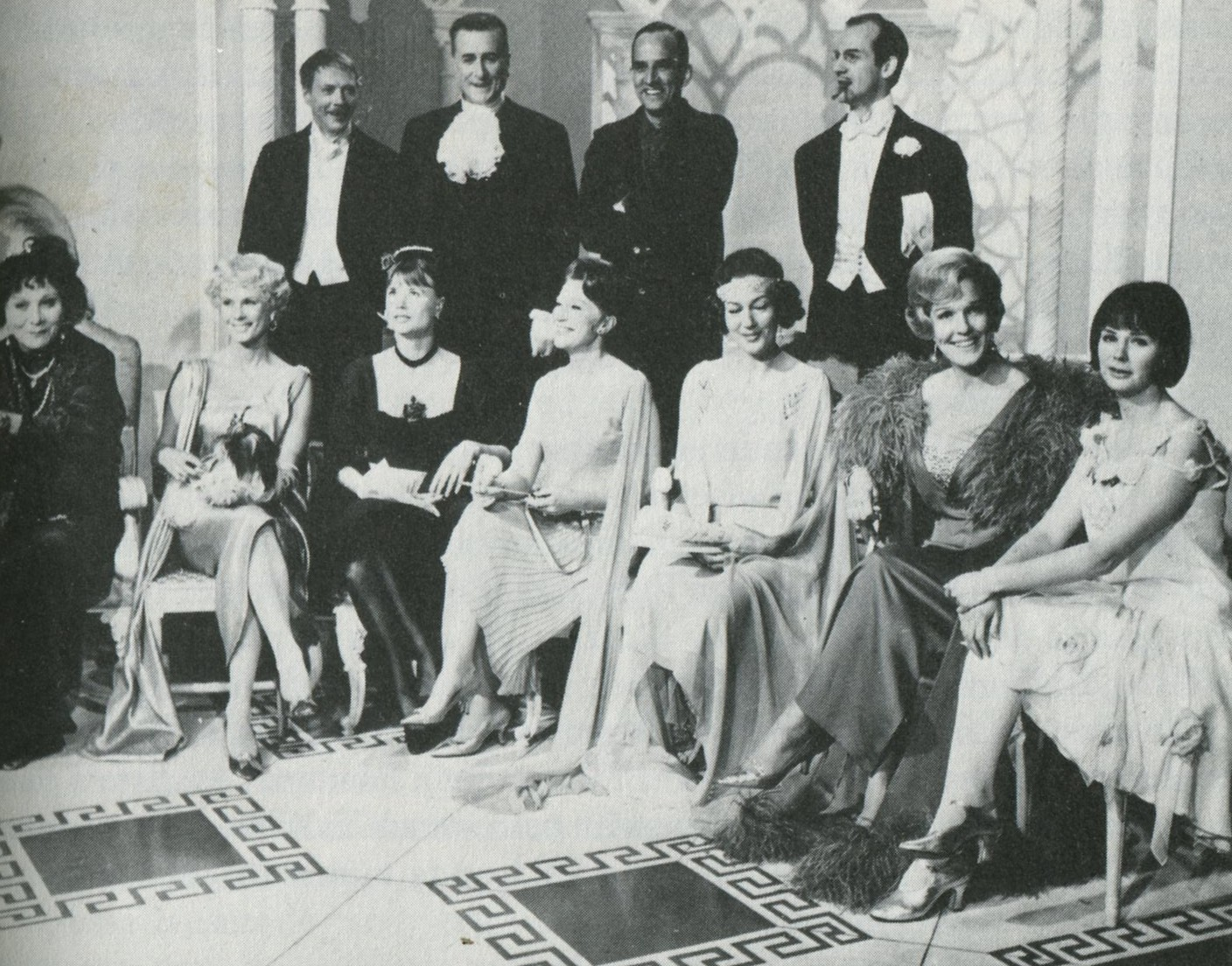
Toutes ses femmes (1964, photo de tournage)
De g. à d. : Allan Edwall, Georg Funkquist, Ingmar Bergman, Jarl Kulle (en haut), Karin Kavli, Bibi Andersson, Harriet Andersson, Gertrud Fridh, Barbro Hiort af Ornäs, Eva Dahlbeck et Mona Malm (en bas).

Jarl Kulle est un acteur, réalisateur et scénariste suédois, né le 27 février 1927 à Rebbelberga (commune d'Ängelholm - comté de Scanie) et décédé d'un cancer le 3 octobre 1997 à Gregersboda (province de Roslagen).

## Biographie
Très actif au théâtre, Jarl Kulle joue au Théâtre dramatique royal (Kungliga Dramatiska Teatern — abrégé Dramaten — en suédois) de Stockholm entre 1946 et 1996, notamment dans des pièces du "répertoire" (William Shakespeare, August Strindberg, Molière, entre autres). Mentionnons sa participation à la création mondiale en 1956, au 'Dramaten', de la pièce d'Eugene O'Neill Le Long Voyage vers la nuit (créée à Broadway à la fin de cette même année 1956). Et citons son rôle du Professeur Higgins, à la création suédoise de la comédie musicale My Fair Lady, en 1959.
Au cinéma, il tourne des films — majoritairement suédois — entre 1946 et 1998 (le dernier sort l'année suivant sa mort). Il collabore ainsi, à plusieurs reprises, avec le réalisateur Ingmar Bergman (qu'il retrouvera, après Fanny et Alexandre en 1982, comme metteur en scène au théâtre, entre 1984 et 1995). En outre, Jarl Kulle sera réalisateur et scénariste (en plus d'acteur) de trois films, en 1969, 1970 et 1974.
À la télévision, il joue dans trois téléfilms (en 1974, 1980 et 1994) et une série (en 1986).

## Filmographie partielle
(comme acteur, sauf mention contraire)
- 1950 : Kvartetten som sprängdes de Gustaf Molander
- 1952 : L'Attente des femmes (Kvinnors väntan) d'Ingmar Bergman
- 1952 : Trots de Gustaf Molander
- 1953 : Barabbas d'Alf Sjöberg
- 1954 : Karin Månsdotter d'Alf Sjöberg
- 1955 : Sourires d'une nuit d'été (Sommarnattens leende) d'Ingmar Bergman
- 1956 : Le Dernier Couple qui court (Sista paret ut) d'Alf Sjöberg
- 1956 : Sången om den eldröda blomman de Gustaf Molander
- 1960 : L'Œil du diable (Djävulens öga) d'Ingmar Bergman
- 1964 : Toutes ses femmes (För att inte tala om alla dessa kvinnor) d'Ingmar Bergman
- 1966 : Ma sœur, mon amour (Syskonbädd 1782) de Vilgot Sjöman
- 1969 : Bokhandlaren som slutade bada (+ réalisateur et scénariste)
- 1970 : Ministern (+ réalisateur et scénariste)
- 1974 : Vita nejlikan eller Den barmhärtige sybariten (+ réalisateur et scénariste)
- 1982 : Fanny et Alexandre (Fanny och Alexander) d'Ingmar Bergman
- 1987 : Le Festin de Babette (Babettes gaestebud) de Gabriel Axel
- 1995 : Alfred de Vilgot Sjöman

## Théâtre (à Stockholm)
(sélection de pièces jouées au 'Dramaten', sauf mention contraire)
- 1947 : Richard III de William Shakespeare, mise en scène d'Alf Sjöberg, avec Lars Hanson, Ulf Palme
- 1947 : Homme et Surhomme (Man and Superman - Mannen och hans överman en suédois) de George Bernard Shaw, avec Anita Björk
- 1948 : La Sauvage (En vildfågel) de Jean Anouilh, avec Mimi Pollak, Inga Tidblad
- 1949 : Le Tartuffe ou L'Imposteur (Tartuffe) de Molière, mise en scène d'Alf Sjöberg, avec Gunnar Björnstrand, Eva Dahlbeck, Maj-Britt Nilsson
- 1949 : Egmont de Johann Wolfgang von Goethe, avec Maj-Britt Nilsson, Max von Sydow
- 1949 : L'Apollon de Bellac (Apollo från Bellac) de Jean Giraudoux, mise en scène d'Alf Sjöberg, avec Gunnar Björnstrand, Eva Dahlbeck, Maj-Britt Nilsson
- 1949 : Un tramway nommé Désir (A Streetcar named Desire - Linje Lusta en suédois) de Tennessee Williams, avec Ulf Palme, Inga Tidblad
- 1950 : Brand de Henrik Ibsen, avec Anita Björk, Max von Sydow
- 1950 : La Folle de Chaillot (Tokiva grevinnan) de Jean Giraudoux, avec Mimi Pollak, Max von Sydow, Ingrid Thulin
- 1951 : La Chute des anges (Fallen Angels - Fallna änglar en suédois) de Noël Coward, mise en scène de Mimi Pollak, avec Eva Dahlbeck
- 1951 : Maître Olof (Mäster Olof) d'August Strindberg, mise en scène d'Alf Sjöberg, avec Renée Björling, Allan Edwall
- 1952 : Colombe de Jean Anouilh, mise en scène de Mimi Pollak, avec Anita Björk, Allan Edwall
- 1952 : Antoine et Cléopâtre (Antony and Cleopatra - Antonius och Kleopatra en suédois) de William Shakespeare, avec Allan Edwall, Inga Tidblad
- 1952 : La Tête des autres (Din nästas huvud) de Marcel Aymé, mise en scène de Mimi Pollak, avec Eva Dahlbeck
- 1953 : Barabbas de Pär Lagerkvist, avec Allan Edwall
- 1953 : Roméo et Juliette (Romeo and Juliet - Romeo och Julia en suédois) de William Shakespeare, mise en scène d'Alf Sjöberg, avec Anita Björk, Allan Edwall
- 1953 : Liolà de Luigi Pirandello, mise en scène de Mimi Pollak, avec Allan Edwall
- 1954 : Mariana Pineda de Federico García Lorca, mise en scène de Mimi Pollak, avec Renée Björling, Gunn Wållgren
- 1954 : L’Orestie (Orestien) d'Eschyle, avec Anita Björk, Renée Björling
- 1955 : Oncle Vania (Onkel Vanja) d'Anton Tchekhov, avec Renée Björling, Eva Dahlbeck, Gunn Wållgren
- 1955 : Macbeth de William Shakespeare, avec Allan Edwall, Lars Hanson
- 1955 : La Dame aux camélias (Kameliadamen), adaptation par Alexandre Dumas fils de son roman éponyme, avec Inga Tidblad
- 1956 : Le Long Voyage vers la nuit (Long Day's Journey into Night - Lång dags färd not natt en suédois) d'Eugene O'Neill, avec Lars Hanson, Ulf Palme, Inga Tidblad (création mondiale)
- 1958 : Dom Juan ou le Festin de pierre (Don Juan eller Stengästen) de Molière, avec Anita Björk, Mona Malm
- 1958 : L'Importance d'être Constant (Mister Ernest - titre original : The Importance of Being Earnest) d'Oscar Wilde, mise en scène de Mimi Pollak, avec Renée Björling
- 1959 : My Fair Lady, comédie musicale, musique de Frederick Loewe, livret et lyrics d'Alan Jay Lerner, d'après Pygmalion de George Bernard Shaw (au Théâtre Oscar, 'Oscarsteatern' en suédois)
- 1963 : Gustave III (Gustaf III) d'August Strindberg, avec Erland Josephson
- 1984 : Le Roi Lear (King Lear - Kung Lear en suédois) de William Shakespeare, mise en scène d'Ingmar Bergman, avec Ewa Fröling, Lena Olin, Peter Stormare
- 1988 : Le Long Voyage vers la nuit d'Eugene O'Neill, reprise, mise en scène d'Ingmar Bergman, avec Bibi Andersson
- 1990 : Oncle Vania (Onkel Vanja) d'Anton Tchekhov, reprise, avec Mimi Pollak
- 1991 : Tartuffe ou l'Imposteur (Tartuffe) de Molière, reprise, avec Mona Malm
- 1994 : John Gabriel Borkman de Henrik Ibsen
- 1995 : Le Misanthrope ou L'Atrabilaire amoureux (Misantropen) de Molière, mise en scène d'Ingmar Bergman